# 봉화 청량사 건칠보살좌상 및 복장유물
봉화 청량사 건칠보살좌상 및 복장유물(奉化 淸凉寺 乾漆菩薩坐像 및 腹藏遺物)은 대한민국 경상북도 봉화군 명호면 북곡리, 청량사에 있는 불상이다. 2015년 12월 28일 경상북도의 유형문화재 제491호로 지정되었다.

## 지정 사유
이 불상은 옻을 입힌 삼베를 여러 겹 붙여 제작한 건칠상으로서 손은 칠포로 제작된 것으로 추정된다. 현재 보관, 배면 등에 보수와 손상이 있으며 도금상태도 양호하지 않지만 전체적인 외양은 잘 유지되고 있다. 국내에서는 제작 사례가 많지 않은 건칠·칠포상이며, 嵌入기법이 사용된 눈을 가지고 있는 등 희귀성이 돋보이는 불상이다.
얼굴, 신체, 착의법 등을 통해 12∼13세기에 영남지역에서 제작된 것으로 추정되는 像으로서 고려시대 불상 연구에 매우 귀중한 사례라고 판단되므로 복장유물(古文書 41枚, 遺物 2點)과 함께 一括하여 有形文化財로 지정한다.

## 참고 자료
- 봉화 청량사 건칠보살좌상 및 복장유물 - 국가유산청 국가유산포털